# پارک سانی بروک
پارک سانی بروک (انگلیسی: Sunnybrook Park) یک پارک عمومی بزرگ در تورنتو، انتاریو، کانادا است. در شمال لی ساید و جنوب مناطق بریدل پت شهر واقع شده‌است. این پارک محل بسیاری از مسیرهای دوچرخه‌سواری، پارک‌های سگ‌ها و اصطبل‌های سانی بروک است.